# Brunwart II.
Brunwart II. (* um 800; † 21. Januar 875 in Hersfeld, heute: Bad Hersfeld) war von 840 bis 875 Abt der Reichsabtei Hersfeld.

## Biografie
Zu seiner Herkunft und Geburt ist nichts bekannt, aufgrund der erlangten Stellung wird davon ausgegangen, dass er einem adligen Haus entstammte.
Wahrscheinlich trat er schon als Kind in die Benediktinerabtei Fulda ein und war Schüler von Hrabanus Maurus. Wohl in den 820er Jahren wurde Brunwart Mönch in Fulda während Hrabanus Maurus dort Abt war. Noch vor 840 wurde er in Chorbischof in Mainz. Nachdem am 30. Juli 840 der Abt Bun der Reichsabtei Hersfeld gestorben war, wurde Brunwart im Spätsommer 840 zum neuen Abt gewählt und trat als Brunwart II. das Amt an. Vom 31. Oktober 843 stammt der älteste erhaltene Beleg, der Brunwart II. als Abt ausweist. An diesem Tag besuchte König Ludwig II. (der Deutsche) die Abtei, stellte zwei überlieferte Urkunden aus und bestätigte die Privilegien der Abtei.
In die Amtszeit von Brunwart II. fiel 845 die Schlichtung eines lange mit dem Bistum Mainz geführten Streits um den Zehnten durch ein vom König berufenes Schiedsgericht. Der Streit ging im Wesentlichen zugunsten der Reichsabtei aus.
Unter Brunwart II. wurde die neue Hersfelder Abteikirche (ein Vorgänger der heute erhaltenen Stiftsruine) vollendet, deren Bau sein Vorgänger 831 begonnen hatte. Die Weihe nahm am 28..Oktober 850 der nunmehrige Mainzer Erzbischof Hrabanus Maurus vor, der Widmungsgedichte für die neun Altäre verfasste.
868 nahm Brunwart II. an der Synode von Worms teil, die langwirkende kirchenrechtliche Beschlüsse fasste.